# Anolis leditzigorum
Espèce
Synonymes
- Norops leditzigorum Köhler, Vargas & Lotzkat, 2014

Anolis leditzigorum est une espèce de sauriens de la famille des Dactyloidae. 

## Répartition
Cette espèce est endémique de la province de Puntarenas au Costa Rica.

## Description
Les mâles mesurent jusqu'à 51,0 mm sans la queue et les femelles jusqu'à 52,5 mm.

## Étymologie
Cette espèce est nommée en l'honneur de la famille de Jørgen Leditzig.

## Publication originale
- Köhler, Vargas & Lotzkat, 2014 : Two new species of the Norops pachypus complex (Squamata, Dactyloidae) from Costa Rica. Mesoamerican Herpetology, vol. 1, no 2, p. 254–280.